# Dopo l'uomo ombra
Dopo l'uomo ombra (After the Thin Man) è un film del 1936, diretto da W. S. Van Dyke. È il seguito del film L'uomo ombra (The Thin Man) del 1934, a sua volta tratto dall'omonimo romanzo di Dashiell Hammett.

## Trama
Nick e Nora Charles con il loro inseparabile cane Asta sono due detective dilettanti e si ritrovano invischiati in un nuovo caso di persona scomparsa: la cugina di Nora. Successivamente si scopre il morto che risulta essere il marito della cugina e la moglie è la principale indiziata...

## Produzione
Il film fu prodotto dalla Metro-Goldwyn-Mayer.

## Distribuzione
Distribuito dalla Metro-Goldwyn-Mayer (MGM), il film uscì nelle sale cinematografiche USA il 25 dicembre 1936.